# Artur Bäumle
Artur Bäumle (* 4. September 1906 in Lörrach; verschollen seit dem 6. Januar 1943, für tot erklärt am 31. Dezember 1945) war ein deutscher Leichtathlet, der für den SSV Ulm 1846 antrat.
Bäumle gehörte in den 1930er Jahren zu den besten deutschen Weitspringern. 1936 nahm er an den Olympischen Sommerspielen in Berlin teil und belegte im Weitsprung-Halbfinale den 9. Platz.
Bäumle war Soldat im Zweiten Weltkrieg.